# Bebauung am Luisenplatz

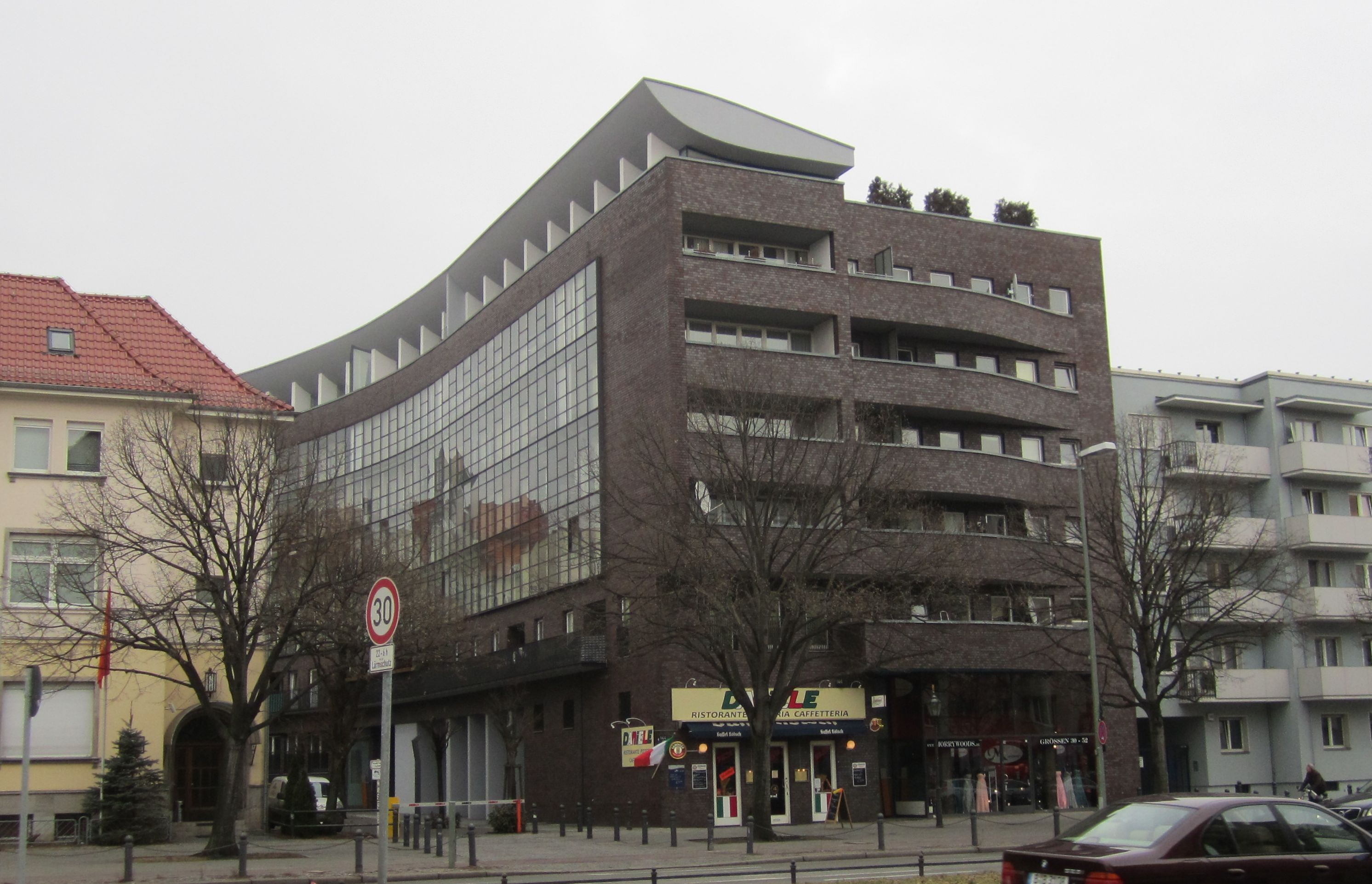
Front zur Otto-Suhr-Allee

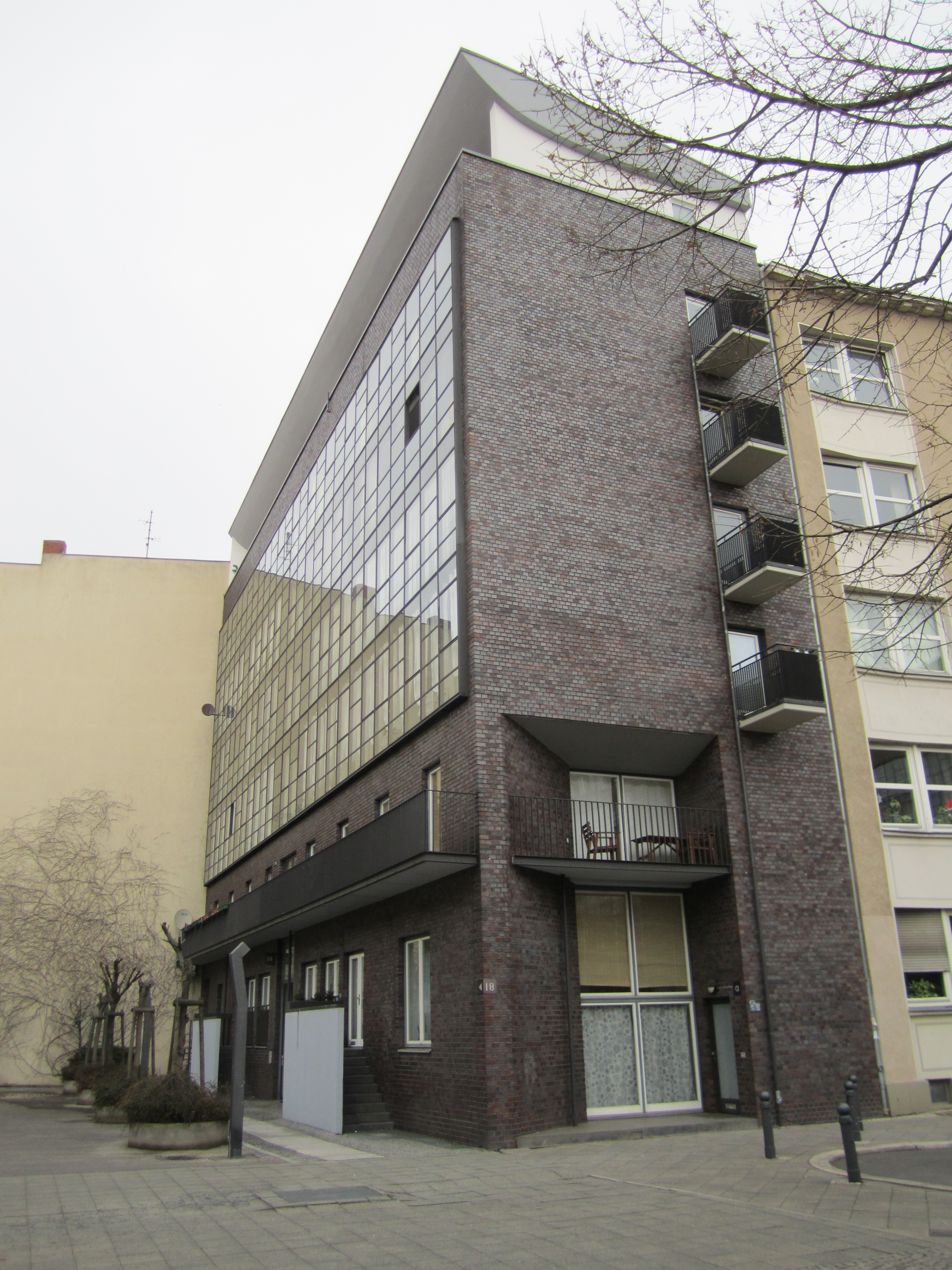
Haus in der Eosanderstraße

Die Bebauung am Luisenplatz ist ein Gebäudeensemble im Berliner Ortsteil Charlottenburg (Otto-Suhr-Allee 144, Eosanderstraße 18 und 21, Charlottenburger Ufer 1), seitlich des Charlottenburger Schlosses und wurde von 1982 bis 1987 nach Plänen des Architekten Hans Kollhoff errichtet.
Es zeigt sich eine für Kollhoff in den 1980er Jahren typische Überlagerung und Wechselwirkung von städtischem und historischem Zusammenhang sowie eigenständigem Solitär in dem Gebäudekomplex am Luisenplatz. 
Der Komplex stellt in erster Linie eine Blockrandbebauung dar. Er erfüllt eine öffentliche raumbildende Funktion und eine private Wohnfunktion.